# راولسین
راولسین (انگلیسی: Rauwolscine) (دیگر نام‌های ایزویوهمبین، α-یوهیمبین و کورینانتیدین) یک آلکالوئید است که در گونه‌های مختلف در جنس‌های فلفل شیطان (Rauvolfia) و Corynanthe (از جمله Pausinystalia) یافت می‌شود. این ماده یک استریوایزومر یوهیمبین است. راولسین یک محرک سیستم عصبی مرکزی، یک بی‌حس کننده موضعی و یک آفرودیزیک مبهم است.
راولسین عمدتاً به عنوان یک آنتاگونیست گیرنده α۲-آدرنرژیک عمل می‌کند. همچنین نشان داده شده‌است که به عنوان آگونیست جزئی گیرنده 5-HT1A و آنتاگونیست گیرنده 5-HT2A و 5-HT2B عمل می‌کند.